# 科氏紅點鮭
科氏紅點鮭，為輻鰭魚綱鮭形目鮭科的其中一種，為溫帶淡水魚，分布於歐洲愛爾蘭淡水湖泊流域，體長可達30公分，棲息在湖泊底中層水域，以底棲性無脊椎動物為食，繁殖期在9月至11月，生活習性不明。